# Leylah Fernandez
Leylah Annie Fernandez (ur. 6 września 2002 w Montrealu) – kanadyjska tenisistka pochodzenia ekwadorsko-filipińskiego, finalistka US Open 2021 w grze pojedynczej kobiet oraz French Open 2023 w grze podwójnej kobiet, mistrzyni juniorskiego turnieju wielkoszlemowego French Open 2019 w grze pojedynczej dziewcząt.
Jej ojciec Jorge jest byłym piłkarzem, a jej młodsza siostra Bianca Jolie Fernandez również jest tenisistką.

## Kariera tenisowa
W karierze zwyciężyła w jednym singlowym i dwóch deblowych turniejach rangi ITF. 8 sierpnia 2022 roku zajmowała najwyższe miejsce w rankingu singlowym WTA Tour – 13. pozycję, natomiast 21 sierpnia 2023 osiągnęła najwyższą pozycję w rankingu deblowym – 20. miejsce.
W zawodach cyklu WTA Tour Kanadyjka wygrała dwa turnieje singlowe z czterech rozegranych finałów. W grze podwójnej osiągnęła trzy finały, w tym wielkoszlemowego French Open 2023.
W 2021 roku osiągnęła finał US Open. Przegrała w nim z Emmą Raducanu 4:6, 3:6.

## Historia występów wielkoszlemowych
Legenda
     W, wygrany turniej
     F, przegrana w finale
     SF, przegrana w półfinale
     QF, przegrana w ćwierćfinale
     xR, przegrana w x rundzie
     Qx, przegrana w x rundzie kwalifikacji
     A, brak startu
     NH, turniej nie odbył się

### Występy w grze pojedynczej
| Australian Open        | A   | A   | A   | 1R | 1R | 1R | 2R | 2R | 3R | 0 / 6  | 4 – 6   |  |  |  |  |  |  |  |  |  |  |  |  |  |  |  |  |
| French Open            | A   | A   | A   | 3R | 2R | QF | 2R | 3R | 1R | 0 / 6  | 10 – 6  |  |  |  |  |  |  |  |  |  |  |  |  |  |  |  |  |
| Wimbledon              | A   | A   | A   | NH | 1R | A  | 2R | 2R | 2R | 0 / 4  | 3 – 4   |  |  |  |  |  |  |  |  |  |  |  |  |  |  |  |  |
| US Open                | A   | A   | A   | 2R | F  | 2R | 1R | 1R |    | 0 / 5  | 8 – 5   |  |  |  |  |  |  |  |  |  |  |  |  |  |  |  |  |
|                        |     |     |     |    |    |    |    |    |    |        |         |  |  |  |  |  |  |  |  |  |  |  |  |  |  |  |  |
| Ranking na koniec roku | 728 | 487 | 209 | 88 | 24 | 40 | 35 | 31 |    | 0 / 21 | 25 – 21 |  |  |  |  |  |  |  |  |  |  |  |  |  |  |  |  |

### Występy w grze podwójnej
| Australian Open        | A | A   | A   | A   | 3R | 1R | 1R | A  | 3R | 0 / 4  | 4 – 4   |  |  |  |  |  |  |  |  |  |  |  |  |  |  |  |  |
| French Open            | A | A   | A   | 1R  | 3R | 2R | F  | 3R | 2R | 0 / 6  | 10 – 6  |  |  |  |  |  |  |  |  |  |  |  |  |  |  |  |  |
| Wimbledon              | A | A   | A   | NH  | 1R | A  | 2R | 3R | 1R | 0 / 4  | 3 – 4   |  |  |  |  |  |  |  |  |  |  |  |  |  |  |  |  |
| US Open                | A | A   | A   | A   | 3R | 2R | QF | 1R |    | 0 / 4  | 6 – 4   |  |  |  |  |  |  |  |  |  |  |  |  |  |  |  |  |
|                        |   |     |     |     |    |    |    |    |    |        |         |  |  |  |  |  |  |  |  |  |  |  |  |  |  |  |  |
| Ranking na koniec roku | – | 981 | 296 | 293 | 74 | 76 | 20 | 32 |    | 0 / 18 | 23 – 18 |  |  |  |  |  |  |  |  |  |  |  |  |  |  |  |  |

### Występy w grze mieszanej
| Australian Open | A | A | A | A  | A | A  | A  | A | A | 0 / 0 | 0 – 0 |  |  |  |  |  |  |  |  |  |  |  |  |  |  |  |  |
| French Open     | A | A | A | NH | A | A  | A  | A | A | 0 / 0 | 0 – 0 |  |  |  |  |  |  |  |  |  |  |  |  |  |  |  |  |
| Wimbledon       | A | A | A | NH | A | A  | 2R | A | A | 0 / 1 | 1 – 1 |  |  |  |  |  |  |  |  |  |  |  |  |  |  |  |  |
| US Open         | A | A | A | NH | A | QF | A  | A |   | 0 / 1 | 2 – 1 |  |  |  |  |  |  |  |  |  |  |  |  |  |  |  |  |
|                 |   |   |   |    |   |    |    |   |   |       |       |  |  |  |  |  |  |  |  |  |  |  |  |  |  |  |  |
|                 |   |   |   |    |   |    |    |   |   | 0 / 2 | 3 – 2 |  |  |  |  |  |  |  |  |  |  |  |  |  |  |  |  |

## Finały turniejów WTA
| Legenda                     | Legenda |
| --------------------------- | ------- |
| Wielki Szlem                |         |
| Igrzyska olimpijskie        |         |
| WTA Tour Championships      |         |
| 2009 – 2020                 |         |
| WTA Premier Mandatory       |         |
| WTA Premier 5               |         |
| WTA Premier                 |         |
| WTA International Series    |         |
| WTA 125K series (2012–2020) |         |
| od 2021                     |         |
| WTA 1000 (obowiązkowe)      |         |
| WTA 1000 (nieobowiązkowe)   |         |
| WTA 500                     |         |
| WTA 250                     |         |
| WTA 125                     |         |

### Gra pojedyncza 7 (4–3)
| Końcowy wynik | Nr | Data                 | Turniej    | Nawierzchnia | Przeciwniczka      | Wynik finału        |
| ------------- | -- | -------------------- | ---------- | ------------ | ------------------ | ------------------- |
| Finalistka    | 1. | 29 lutego 2020       | Acapulco   | Twarda       | Heather Watson     | 4:6, 7:6(8), 1:6    |
| Zwyciężczyni  | 1. | 21 marca 2021        | Monterrey  | Twarda       | Viktorija Golubic  | 6:1, 6:4            |
| Finalistka    | 2. | 11 września 2021     | US Open    | Twarda       | Emma Raducanu      | 4:6, 3:6            |
| Zwyciężczyni  | 2. | 6 marca 2022         | Monterrey  | Twarda       | Camila Osorio      | 6:7(5), 6:4, 7:6(3) |
| Zwyciężczyni  | 3. | 15 października 2023 | Hongkong   | Twarda       | Kateřina Siniaková | 3:6, 6:4, 6:4       |
| Finalistka    | 3. | 29 czerwca 2024      | Eastbourne | Trawiasta    | Darja Kasatkina    | 3:6, 4:6            |
| Zwyciężczyni  | 4. | 27 lipca 2025        | Waszyngton | Twarda       | Anna Kalinska      | 6:1, 6:2            |

### Gra podwójna 4 (0–4)
| Końcowy wynik | Nr | Data             | Turniej     | Nawierzchnia | Partnerka             | Przeciwniczki                | Wynik finału     |
| ------------- | -- | ---------------- | ----------- | ------------ | --------------------- | ---------------------------- | ---------------- |
| Finalistka    | 1. | 8 stycznia 2023  | Auckland    | Twarda       | Bethanie Mattek-Sands | Miyu Katō Aldila Sutjiadi    | 6:1, 5:7, 4–10   |
| Finalistka    | 2. | 2 kwietnia 2023  | Miami       | Twarda       | Taylor Townsend       | Coco Gauff Jessica Pegula    | 6:7(6), 2:6      |
| Finalistka    | 3. | 11 czerwca 2023  | French Open | Ceglana      | Taylor Townsend       | Hsieh Su-wei Wang Xinyu      | 6:1, 6:7(5), 1:6 |
| Finalistka    | 4. | 19 sierpnia 2024 | Cincinnati  | Twarda       | Julija Putincewa      | Asia Muhammad Erin Routliffe | 6:3, 1:6, 4–10   |

## Finały turniejów WTA 125

### Gra podwójna 1 (0–1)
| Końcowy wynik | Nr | Data        | Turniej | Nawierzchnia | Partnerka | Przeciwniczki                    | Wynik finału |
| ------------- | -- | ----------- | ------- | ------------ | --------- | -------------------------------- | ------------ |
| Finalistka    | 1. | 2 maja 2025 | Vic     | Ceglana      | Lulu Sun  | Bianca Andreescu Aldila Sutjiadi | 2:6, 4:6     |

## Występy w Turnieju Mistrzyń

### W grze podwójnej
| Rok  | Rezultat              | Partnerka       | Przeciwniczki | Wynik         |
| 2023 | Zawodniczki rezerwowe | Taylor Townsend | nie wystąpiły | nie wystąpiły |

## Finały turniejów ITF
| turnieje z pulą nagród 100 000 $ |
| turnieje z pulą nagród 80 000 $  |
| turnieje z pulą nagród 60 000 $  |
| turnieje z pulą nagród 40 000 $  |
| turnieje z pulą nagród 25 000 $  |
| turnieje z pulą nagród 15 000 $  |
| turnieje z pulą nagród 10 000 $  |

### Gra pojedyncza 3 (1–2)
| Rezultat     |    | Data       | Turniej  | ($)    | Naw.   | Przeciwniczka            | Wynik         |
| Zwyciężczyni | 1. | 21/07/2019 | Gatineau | 25 000 | Twarda | Carson Branstine         | 3:6, 6:1, 6:2 |
| Finalistka   | 1. | 28/07/2019 | Granby   | 80 000 | Twarda | Lizette Cabrera          | 1:6, 4:6      |
| Finalistka   | 2. | 20/10/2019 | Waco     | 25 000 | Twarda | Fernanda Contreras Gómez | 3:6, 6:2, 1:6 |

### Gra podwójna 4 (2–2)
| Rezultat     |    | Data       | Turniej        | ($)    | Naw.          | Partnerka        | Przeciwniczki                               | Wynik          |
| Zwyciężczyni | 1. | 20/07/2019 | Gatineau       | 25 000 | Twarda        | Rebecca Marino   | Hsu Chieh-yu Marcela Zacarías               | 7:6(5), 6:3    |
| Zwyciężczyni | 2. | 26/10/2019 | Saguenay       | 60 000 | Twarda (hala) | Mélodie Collard  | Samantha Murray Sharan Bibiane Schoofs      | 7:6(3), 6:2    |
| Finalistka   | 1. | 02/11/2019 | Toronto        | 60 000 | Twarda (hala) | Mélodie Collard  | Robin Anderson Jessika Ponchet              | 6:7(7), 2:6    |
| Finalistka   | 2. | 24/10/2020 | Szarm el-Szejk | 15 000 | Twarda        | Bianca Fernandez | Wieronika Piepielajewa Anastasija Tichonowa | 6:4, 3:6, 6–10 |

## Występy w igrzyskach olimpijskich

### Gra pojedyncza
| Runda                                                                        | Przeciwniczka                  | Wynik         |
| ---------------------------------------------------------------------------- | ------------------------------ | ------------- |
|                                                                              |                                |               |
| Letnie Igrzyska Olimpijskie w Tokio 2020, reprezentując państwo Kanada       |                                |               |
| I runda                                                                      | Ukraina: Dajana Jastremśka     | 6:3, 3:6, 6:0 |
| II runda                                                                     | Czechy: Barbora Krejčíková [8] | 2:6, 4:6      |
|                                                                              |                                |               |
| Letnie Igrzyska Olimpijskie w Paryżu 2024, reprezentując państwo Kanada [16] |                                |               |
| I runda                                                                      | Czechy: Karolína Muchová       | 6:1, 4:6, 6:2 |
| II runda                                                                     | Hiszpania: Cristina Bucșa      | 7:6(4), 6:3   |
| III runda                                                                    | Niemcy: Angelique Kerber [PR]  | 4:6, 3:6      |

### Gra podwójna
| Runda                                                                   | Partnerka              | Przeciwniczki                                                       | Wynik    |
| ----------------------------------------------------------------------- | ---------------------- | ------------------------------------------------------------------- | -------- |
|                                                                         |                        |                                                                     |          |
| Letnie Igrzyska Olimpijskie w Paryżu 2024, reprezentując państwo Kanada |                        |                                                                     |          |
| I runda                                                                 | Gabriela Dabrowski [5] | Francja: Clara Burel / Warwara Graczowa                             | 6:1, 7:5 |
| II runda                                                                | Gabriela Dabrowski [5] | Indywidualni sportowcy neutralni: Mirra Andriejewa / Diana Sznajder | 4:6, 0:6 |

## Finały juniorskich turniejów wielkoszlemowych

### Gra pojedyncza (2)
| Końcowy wynik | Rok  | Turniej         | Nawierzchnia | Przeciwniczka | Wynik finału |
| Finalistka    | 2019 | Australian Open | Twarda       | Clara Tauson  | 4:6, 3:6     |
| Zwyciężczyni  | 2019 | French Open     | Ceglana      | Emma Navarro  | 6:3, 6:2     |